# Hallucináció
A hallucináció vagy érzékcsalódás olyan hamis érzékelés, amely azonosítható külső inger nélkül jön létre. Az érzékelés minden fajtáját érintheti: vannak hallási, látási, ízlelési, szaglási és tapintási hallucinációk.
A hallucináció megkülönböztetendő az illúziótól, ami valós külső inger eredménye és az elalvás, illetve felébredés előtt átélt hypnagog, illetve hypnopompikus élménytől. Léteznek pszeudo-hallucinációk is, amelyek azért nem valódi hallucinációk, mert az érzékelő tudja, hogy nem valós inger hozta létre az érzékelést, hanem a saját tudata.
A szkizofrénia betegségben szenvedők számára a hallucináció jellemzően negatív élmény. Hallucinációt a lelki betegségeken kívül az alkohol és egyéb pszichoaktív szerek fogyasztása, a cukorbetegség, egyéb betegségek és a szervezet kimerültsége, legyengültsége is okozhat. A hallucináció – bármi is legyen a kiváltó oka – pszichotikus tünetként értékelendő, hiszen megfosztja az egyént a környezet helyes érzékelésétől, a beteg elveszíti kapcsolatát a valósággal.

## Hallucináció változatai
A hallucinációnak sokféle változatát ismerjük. Létezik hallási, vizuális, parancs-jellegű, szaglási, tapintási, ízlelési, testi érzéseket érintő,, több érzékszervet is érintő és MI-hallucináció.